# Renault Symbol
Renault Symbol — автомобиль малого класса, выпускаемый французской компанией Renault в турецком городе Бурса на заводе OYAK Renault, что позволило сократить стоимость автомобиля. В 2008 году автомобиль подвергся глубокому фейслифтингу. Автомобиль выпускается в 4-дверном кузове по типу седан. В основе машины лежит так называемая «B-Platform», которую разделяют между собой Renault Modus, Renault Logan (Dacia Logan), Renault Clio, Nissan Micra , Nissan Note. Автомобиль также носит имена Renault Clio Sedan, Renault Thalia, Nissan Platina.

## История

### Первое поколение

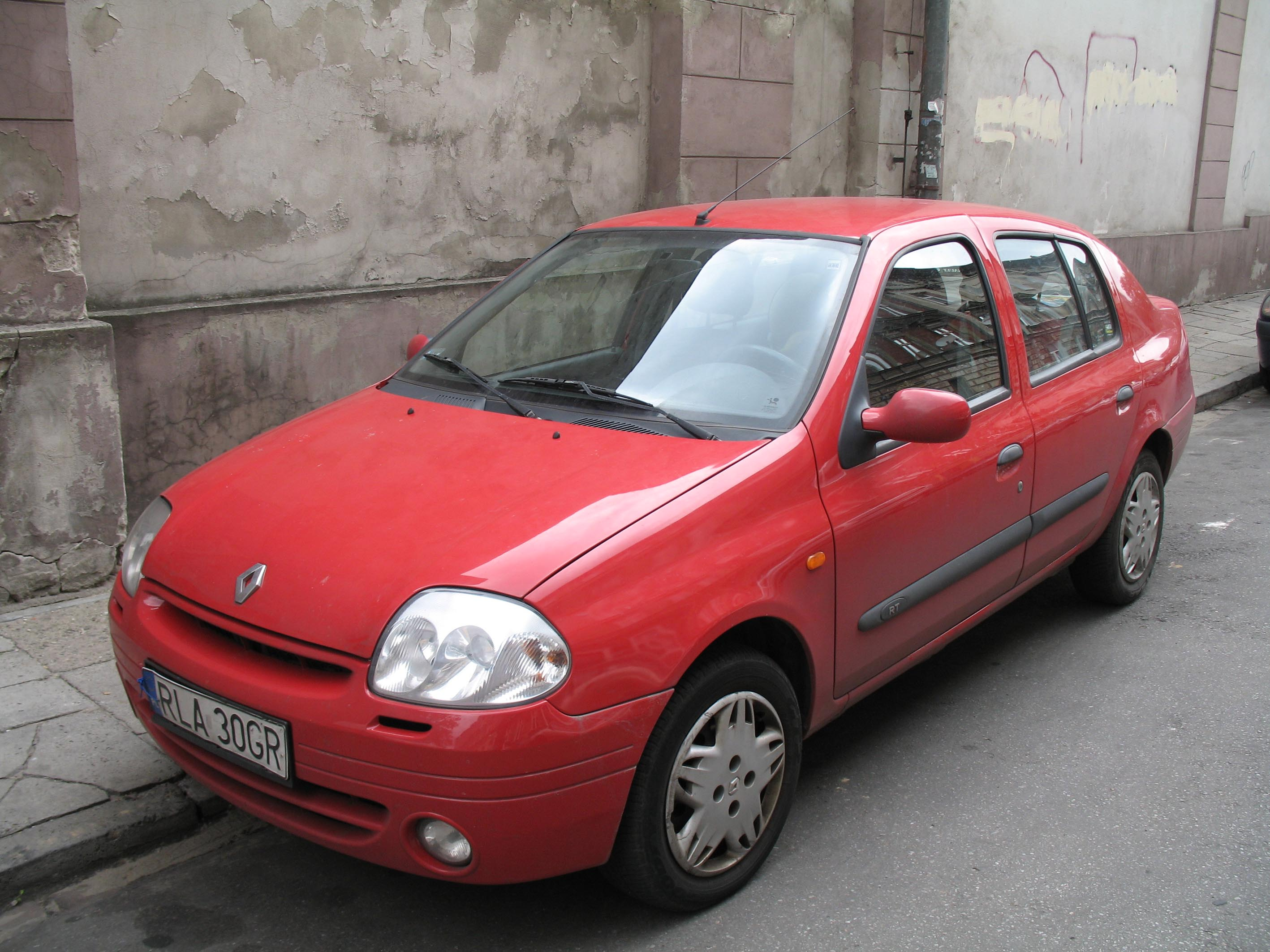
Renault Symbol I до рестайлинга

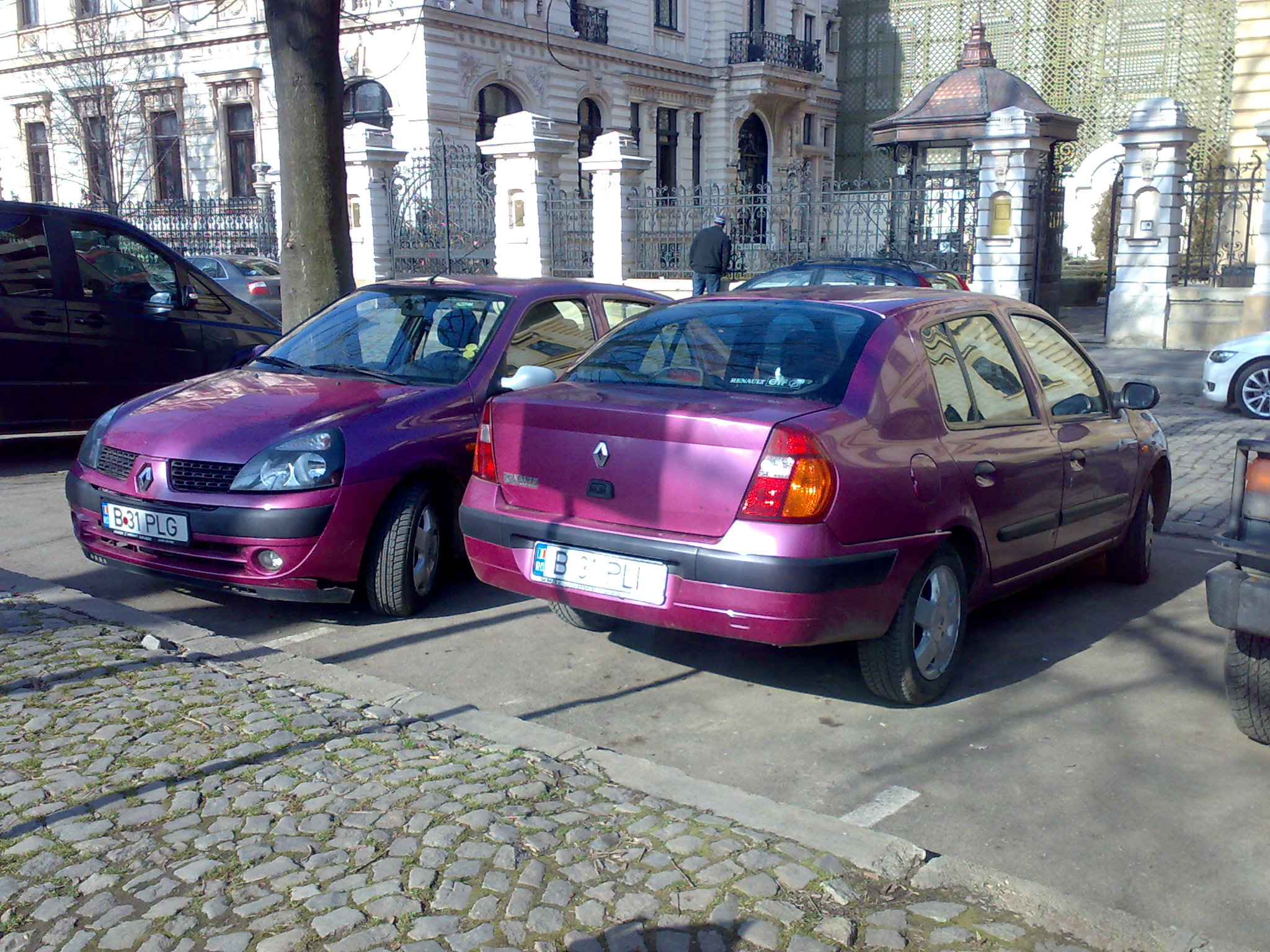
Renault Symbol I после рестайлинга 2002 года

Производство этого компактного седана началось в 1999 году. Исходя из желания части населения иметь недорогой седан, компания Renault, взяв компактный городской хетчбэк Renault Clio второго поколения, произвела на свет компактный седан, просто приделав к хетчбэку багажник. Именно из-за этого простого с технологической точки зрения, решения, автомобиль и приобрел весьма спорную внешность, когда задняя часть автомобиля смотрится несколько чужеродно. Первоначально автомобиль ни чем не отличался от собрата хетчбэка Renault Clio второго поколения, однако позже автомобили пошли параллельными путями. 
В 2002 году автомобиль подвергся значительной переделке внешности, её довели до уровня Clio 2001 года, а вот интерьер при этом хоть несколько и улучшили, но оставили на уровне предыдущей модели. Следующая модернизация произошла в 2004 году, внешне второе и третье поколение автомобиля можно различить по задним поворотникам (у второго поколения они желтые, а у третьего - прозрачные). В результате второй переделки салон практически не изменился. 
В 2006 году салон автомобиля наконец привели в соответствие со старшей моделью Clio, что прибавило ему солидности. Дополнительно обновили и экстерьер. Черные пластиковые накладки стали окрашиваться в цвет кузова практически на всех комплектациях. Внешне автомобиль стал несколько солиднее, чтобы уступить нишу бюджетного седана Renault Logan (Dacia Logan).

### Второе поколение
В 2008 году автомобиль подвергли глубокой переделке внешности, но при этом салон опять же оставили практически без изменений, лишь стилистически подогнав его к новому кузову. Новый Symbol II подрос и в цене, окончательно заняв ценовую нишу между ультрабюджетным Renault Logan и Renault Megane, а также он больше не базировался на хетчбэке Clio. Новое поколение было представлено в 2008 году на ММАС (Московском автосалоне), а в продажу поступил в сентябре.

### Третье поколение
Третье поколение продаётся в Турции как переименованный Logan.

### Галерея

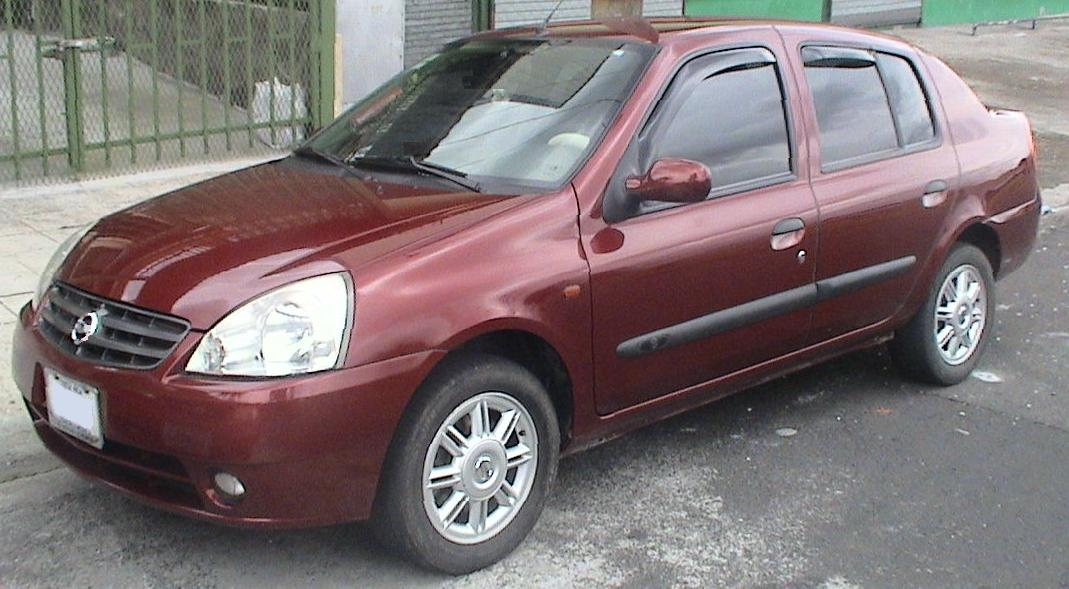
Nissan Platina
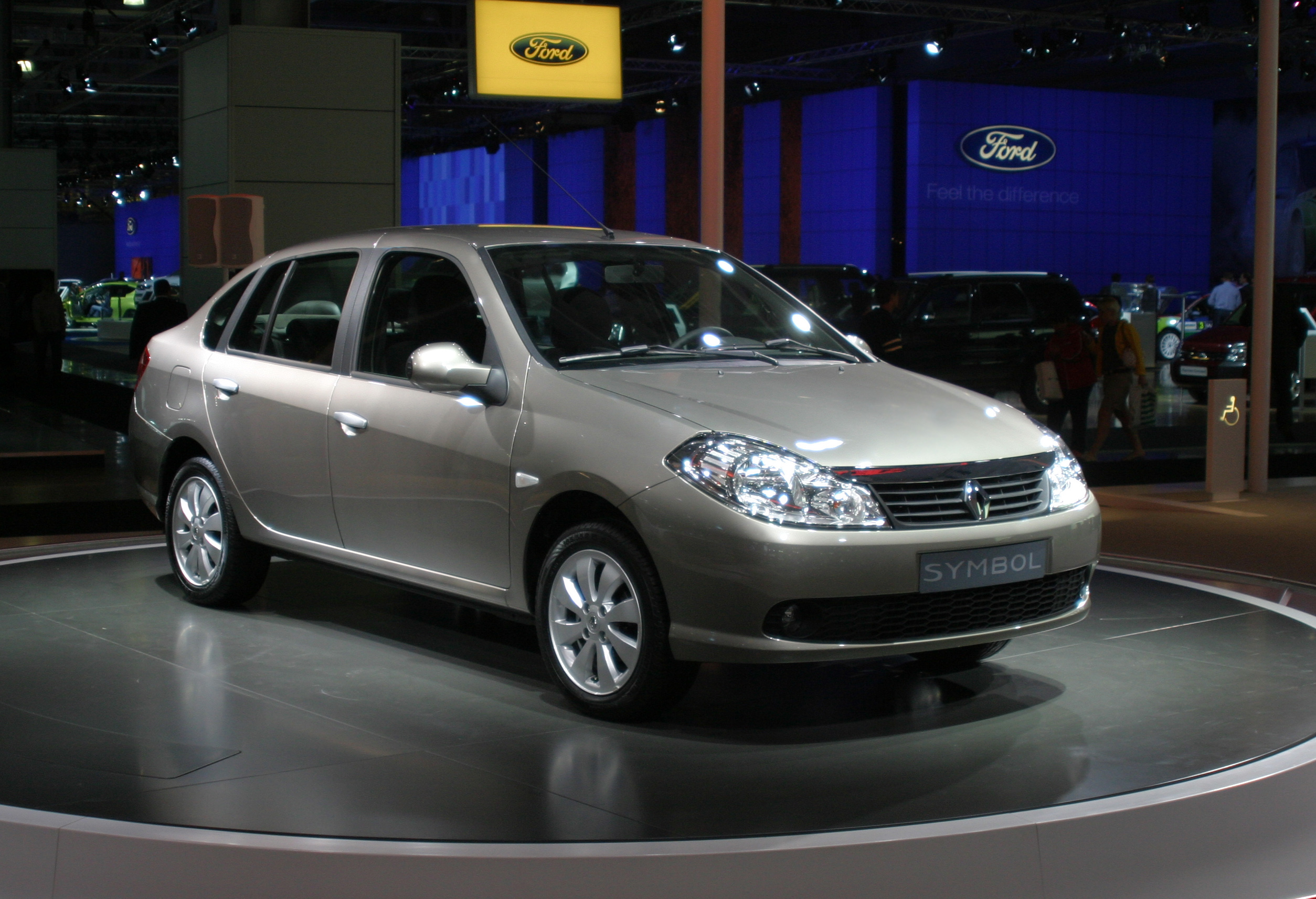
Renault Symbol второго поколения
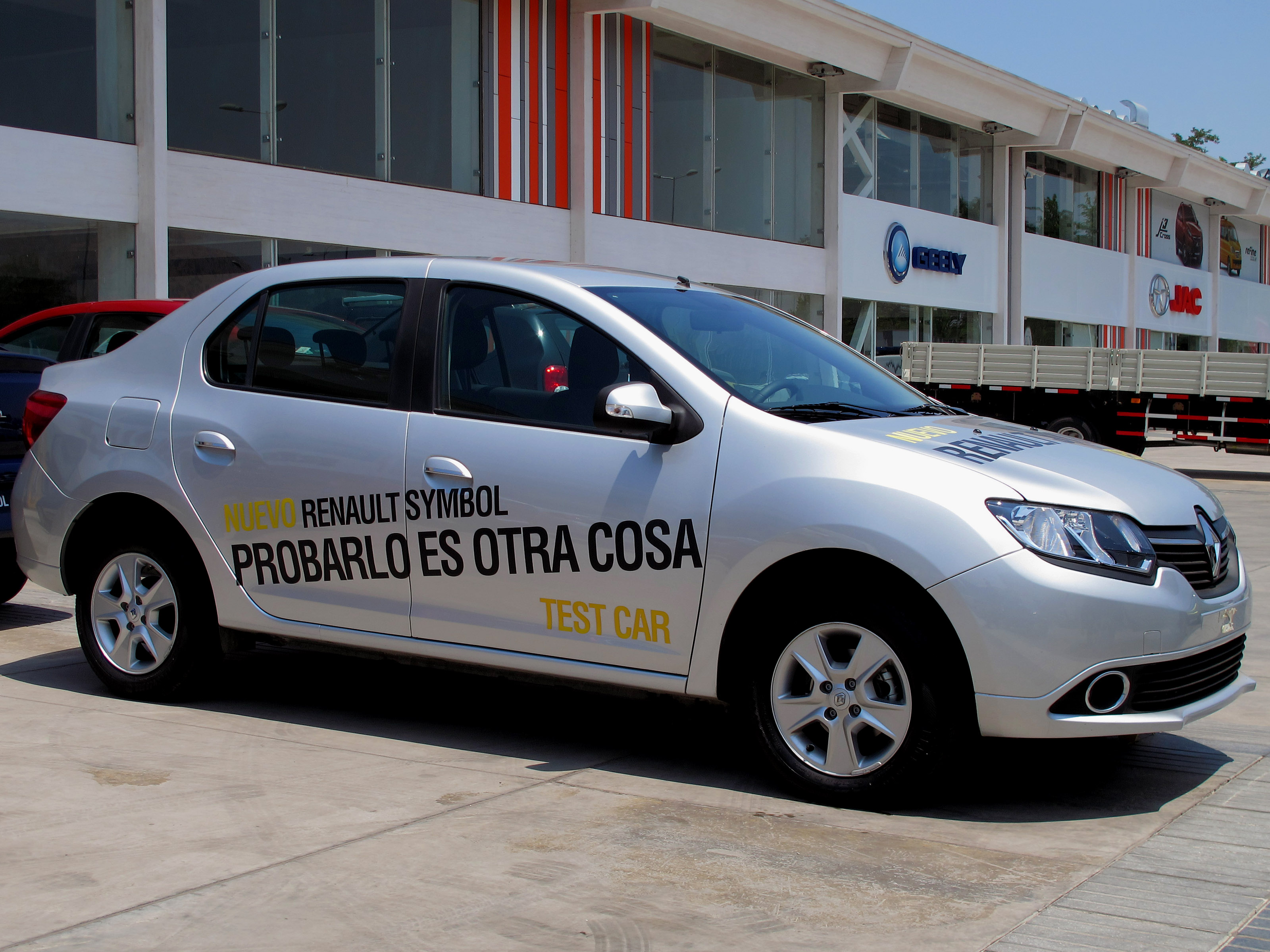
Renault Symbol третьего поколения

## Гамма двигателей
| Версия  | Рабочий объём | Клапанный механизм | Максимальная мощность          | Макс. крут. момент   | Разгон 0-100 км/ч / Макс. скорость | Расход топлива (EU)   | Примечания           |
| ------- | ------------- | ------------------ | ------------------------------ | -------------------- | ---------------------------------- | --------------------- | -------------------- |
| 1.2 MPi | 1149 см³      | 8-кл., SOHC        | 60 л.с. (43 кВт) / 5500 об/мин | 107 Нм / 3000 об/мин | 15,0 с / 168 км/ч                  | 9,0/5,3/6,5 л/100 км  | Не поставляется в РФ |
| 1.2 16V | 1149 см³      | 16-кл., DOHC       | 75 л.с. (55 кВт) / 5500 об/мин | 110 Нм / 3000 об/мин | 13,0 с / 170 км/ч                  | 9,0/5,3/6,5 л/100 км  | Не поставляется в РФ |
| 1.4 MPi | 1390 см³      | 8-кл., SOHC        | 75 л.с. (55 кВт) / 5500 об/мин | 112 Нм / 3000 об/мин |                                    | 9,2/5,5/6,8 л/100 км  |                      |
| 1.4 16V | 1390 см³      | 16-кл., DOHC       | 98 л.с. (73 кВт) / 6000 об/мин | 127 Нм / 3750 об/мин | 11,2 с / 186 км/ч                  | 10,0/5,4/7,1 л/100 км |                      |
| 1.4 16V | 1390 см³      | 16-кл., DOHC       | 98 л.с. (73 кВт) / 6000 об/мин | 127 Нм / 3750 об/мин | 12,9 с / 180 км/ч                  | 10/5,8/7,3 л/100 км   | АКПП                 |
| 1.5 dCi | 1461 см³      | 8-кл.              | 65 л.с. (49 кВт) / 4000 об/мин | 160 Нм / 2000 об/мин | 15,2 с / 160 км/ч                  | 5,8/4,1/4,7 л/100 км  | Не поставляется в РФ |